# Đảo Beru

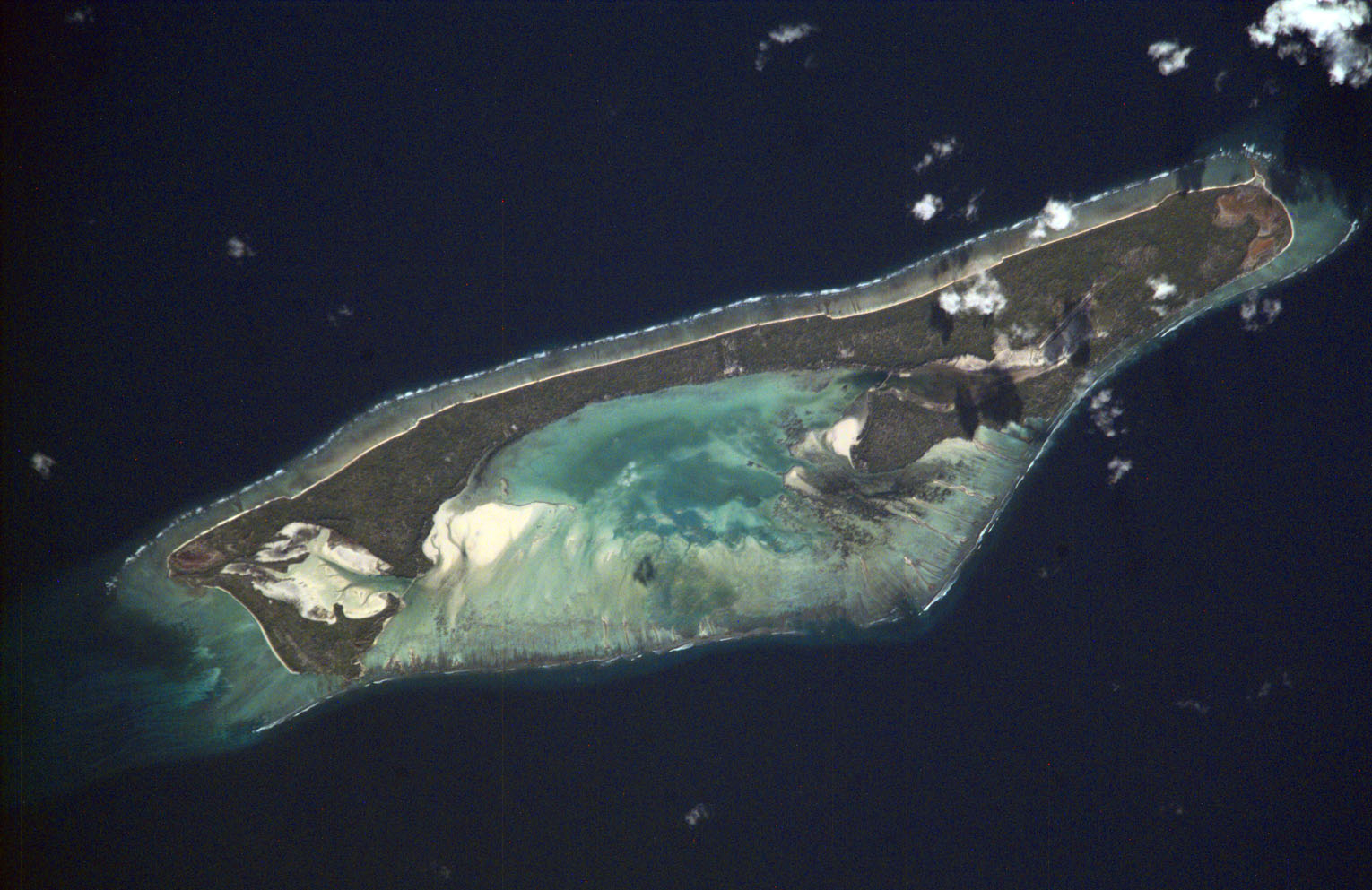
Rạn san hô vòng Beru

Đảo Beru là một hòn đảo thuộc Nhóm đảo Kingsmill phía Nam của quần đảo Gilbert trong Thái Bình Dương, nước Cộng Hòa Kiribati. Beru trước đây có các tên là Eliza, Đảo Francis, Maria, Peroat, Đảo Peru hay Chủ Nhật.

## Địa lý
Beru bao gồm một phần là rặng san hô lớn khoảng 15 kilômét (9 mi) chiều dài (NW-SE) và 4,75 kilômét (3 mi) chiều rộng tại điểm rộng nhất (NE-SW). Trung tâm của rặng san hô là Phá Nuka.
Hòn đảo nằm cách đảo san hô Tabiteuea 96 km (60 mi) về phía đông và 426 km (265 mi) đảo san hô Tarawa về phía đông nam nằm gần đường xích đạo (1°20' S latitude). Hòn đảo gần Beru nhất là Nikunau.

## Các khu định cư
- Rongorongo
- Tabukinberu

## Lịch sử
Bưu điện Beru được mở vào khoảng năm 1911.